# Diplocolea sikkimensis
Espèce
Statut de conservation UICN

 EN B1+2c : En danger
Diplocolea sikkimensis est une espèce de plantes de la famille des Solenostomataceae.

## Publication originale
- Journal of Japanese Botany 37: 274. 1962.